# Ludwig Levy-Lenz
Ludwig Levy-Lenz (Poznań, 1 december 1889 – München, 30 oktober 1966) is een arts, gynaecoloog en chirurg met een specialisatie in seksuologie en plastische chirurgie. In die hoedanigheid was hij betrokken bij het Institut für Sexualwissenschaft. Hij voerde in 1931, in samenwerking met Erwin Gohrbandt de eerst bekende geslachtsaanpassende operatie ooit uit op Dora Richter. Ook trad hij in de Eerste Wereldoorlog op als bordeelhouder.

## Vroege leven
Levy-Lenz werd in 1889 geboren als kind van een gegoede Joodse familie. In 1909 vertrokken Levy-Lenz en zijn jongere broer naar de Ruprecht-Karls-universiteit om medicijnen te studeren. Hij zou daarnaast ook in München en Wrocław werken tijdens zijn opleiding.
Tijdens de Eerste Wereldoorlog zou hij als arts optreden en herstellende, chirurgische ingrepen verrichten in een speciaal door hem daarvoor ingerichte zaal. In opdracht van de legerleiding zette hij ook een militair bordeel op. Schijnbaar werd prostitutie door zijn leidinggevenden als noodzakelijk kwaad gezien en op deze wijze zouden zij beter zicht houden op de gezondheid van de betrokken vrouwen. Levy-Lenz zou namelijk hun venerische gezondheid monitoren gedurende hun werk voor zijn bordeel.
Begin jaren 1920 vertrekt Levy-Lenz naar Wenen, waar hij meer kennis wil opdoen van de zogenoemde 'verjongingsoperaties' van Eugen Steinach. Steinach deed baanbrekend werk op het gebied van endocrinologie en hormonen. Toch stond deze wetenschap nog in de kinderschoenen, waardoor Levy-Lenz en Peter Schmidt, een arts die met hem mee was gegaan naar Wenen, ronduit bizarre conclusies trokken en operaties deden. Zo meenden ze dat iemand verjongd kon worden door zijn zaadleiders door te snijden en hem hiermee effectief te steriliseren. Ook deden ze een operatie waarbij een man de teelballen van een resusaap in zich getransplanteerd kreeg. Mogelijk zou deze ervaring hem later wel beïnvloed hebben in de aanpak van de behandeling van Lili Elbe.

## Institut für Sexualwissenschaft
Na deze periode vestigt Levy-Lenz zich in Berlijn en opent daar een dermatologie praktijk, met financiële ondersteuning van zijn ouders. Hier komt hij ook in aanraking met het Institut für Sexualwissenschaft. Hier zou hij betrokken zijn bij de operatie van Dora Richter, Toni Ebel en Lili Elbe. Mogelijk heeft hij ook andere patiënten onder zijn mes gehad, zoals Charlotte Charlaque. In de periode tussen 1926 en 1933, zou Levy-Lenz namelijk optreden als de chirurg van het Instituut en deze ingrepen uitvoeren.
Tijdens zijn werkzaamheden voor het Instituut was Levy-Lenz tevens actie op andere gebieden. Zo publiceerde hij op het gebied van venerische ziekten en voor de legalisering van zwangerschapsafbreking.

### Behandeling
De behandeling van transpersonen die zich bij het Instituut meldden, verschilde qua volgorde van de aangehouden stappen niet veel van de huidige behandelingen van transpersonen. Men verkreeg in eerste instantie een Transvestitenschein, waarin de medische noodzaak van het gekozen type kleding werd uitgelegd. Vervolgens zou men proberen juridisch de naam en het geslacht te laten veranderen. Tot slot kon er een vorm van vroege hormoontherapie gebruikt worden, iets wat Levy-Lenz in zijn tijd in Wenen op lijkt te hebben gedaan. Tot slot konden er daadwerkelijk operaties gedaan worden. Het merendeel van de ons bekende operaties volgde waarschijnlijk een wat conservatievere weg: een castratie, penectomie en vaginoplastiek. Dergelijke operaties werden waarschijnlijk uitgevoerd bij Charlaque, Ebel en Richter, die dan ook allen hun operaties overleefden. Lili Elbe daarentegen zou haar operatie niet overleven. Elbe kreeg naast de drie eerder genoemde operaties, waarschijnlijk ook eierstokken en een rudimentaire baarmoeder geïmplanteerd. De keus hiervoor was wellicht beïnvloed door haar sterke kinderwens; zij wenste zelf een kind te dragen en baren. Waarschijnlijk kon haar lichaam deze transplantaties niet aan. Ze stierf 14 maanden later. Toch zou ze voor haar dood schrijven dat ze haar operatie als een succes beschouwde.

### Patiënten
Levy-Lenz rapporteerde met veel empathie en medeleven over zijn patiënten.. Zo zou hij over een aantal van hen schrijven dat 'het moeilijk was voor travestieten om een baan te vinden... we deden alles wat we konden om zulke mensen een baan te geven bij ons instituut'. Hij noemde de vijf vrouwen die op deze manier bij het instituut in dienst waren gekomen als schoonmaaksters 'de beste, hardst werkende en meest zorgvuldige huishoudelijk werksters die we ooit hebben gehad'.
Levy-Lenz hield ook rekening met de leeftijd van zijn patiënten, iets wat we ook heden ten dage nog terug zien bij het Dutch protocol. Toch  stond hij weer voor geheel eigen uitdagingen doordat er in deze tijd, waarin endocrinologie en hormoonleer nog in de kinderschoenen stond, geen puberteitsremmers beschikbaar waren. Zo kwam hij in de situatie terecht dat hij besloot een zestienjarige patiënt die een dubbele mastectomie wilde, omwille van diens leeftijd niet te opereren. De patiënt dwong Levy-Lenz echter in te grijpen na een zodanige automutilatie dat medisch ingrijpen onontkoombaar werd.
Levy zou later over zijn patiënten in het instituut schrijven dat ze stuk voor stuk allen dankbaar waren voor zijn interventies. 'Nooit heb ik ooit op meer dankbare patiënten geopereerd,' zou hij over hen vastleggen.

### Werkrelatie met Hirschfeld
Uit het voorval met de jonge patiënt blijkt wel dat Hirschfeld en Levy-Lenz op één lijn zaten: zij besloten de operaties beschikbaar te stellen omwille van de continue vraag van hun patiënten en het door hen ingeschatte automutilatie- en zelfmoordrisico. Op de Transvestitenscheinen stond expliciet beschreven dat de patiënt die de pas bij zich droeg wel de ruimte moest krijgen om zichzelf op deze manier te uiten. Suïcide was volgens de uitgevers van de pas namelijk een reëel risico.
Hirschfeld en Levy-Lenz wilden dat het instituut kon fungeren als een veilige haven in een wereld die wellicht niet altijd zo veilig was voor lhbti+-mensen. Hirschfeld besefte schijnbaar hoezeer Levy-Lenz en hij op één lijn zaten in dergelijke zaken. In zijn testament schreef hij namelijk dat hij wilde dat het instituut na zijn dood zou worden voortgezet door zijn collega's Bernhard Schapiro, Felix Abraham en Ludwig Levy-Lenz.

## Na 1933
In 1933 werd het Instituut verwoest tijdens de boekverbranding in nazi-Duitsland. Levy-Lenz en zijn derde vrouw, die hij net gehuwd had, vluchtten hierop naar Frankrijk. In 1936 was de situatie zodanig bekoeld dat zij weer terug durfden te keren naar Duitsland en op de Kurfürstendamm plastische chirurgie konden aanbieden. In 1936 moest hij echter wederom vluchten en drie jaar later werd hem zelfs zijn Duitse nationaliteit afgenomen. Hij vestigde zich daarop in Egypte, waar hij plastische chirurgie zou aanbieden. Na de oorlog zou hij een deel van zijn tijd in Egypte doorbrengen en een ander deel in Duitsland. In 1951 gaf hij zijn memoires uit, Diskretes und Indiskretes Hij zou in 1964 nog een geslachtsaanpassende operatie uitvoeren. In 1966 overleed hij in het ziekenhuis in München. Hij werd daarop begraven op de Joodse begraafplaats in München.